# المسيلة (الكويت)
المسيلة، منطقة من مناطقة محافظة مبارك الكبير في الكويت. سميت بهذا الاسم نسبة إلى كثرة المياه التي تسيل منها إلى البحر. يوجد بها قرية المسيلة للألعاب المائية، وفندق شاطئ المسيلة في المراحل الأخيرة من إنشاءه.